# 柏桦
柏桦（1956年1月27日—），中國诗人，“巴蜀五君子”之一，张枣好友，现任西南交通大学中文系教授，博士生导师。

## 经历
1979年始从事诗歌、随笔创作、文学批评及英美文学翻译活动，陆续在国内外刊物上大量发表作品，并在《南方都市报》等全国许多报纸上开写专栏。
近期主要从事诗歌批评及诗歌理论、海外汉学研究，2006年荣获西南交通大学黄袁教职工创新奖，四川省有突出贡献的优秀专家称号。

## 著作

### 个人出版
- 诗集《表达》
- 诗集《往事》
- 长篇随笔《去见梁宗岱》
- 回忆录《左边——毛泽东时代的抒情诗人》

### 学术著作
- 《原来唐诗可以这样读》
- 《毛泽东诗词全集（91首）全译全析》
- 《论叶芝》（翻译）
- 《二十世纪外国重要诗人如是说》
- 《今天的激情——柏桦十年文选》